# Oscar Grégoire
Oscar Grégoire (Moscú, 27 de marzo de 1877 - Bruselas, 28 de septiembre de 1947) fue un jugador belga de waterpolo y nadador.

## Biografía
Practicó las dos disciplinas: natación y waterpolo. 
Participó también en las olimpiadas de Londres 1908 y Estocolmo 1912 en natación en 100 metros espalda, pero fue eliminado en las calificaciones.

## Clubs
- Brussels Swimming and Water Polo Club ( Bélgica)

## Títulos
Como jugador de waterpolo de la selección de Bélgica
- Bronce en los juegos olímpicos de Estocolmo 1912
- Plata en los juegos olímpicos de Londres 1908
- Plata en los juegos olímpicos de París 1900